# Milan Luhový
Milan Luhový (Ružomberok, Checoslovaquia, 1 de enero de 1963) es un exfutbolista eslovaco que jugaba como delantero. Fue internacional con la selección de fútbol de Checoslovaquia y participó en la Copa Mundial de Fútbol de 1990. Es hermano de otro exfutbolista: Ľubomír Luhový.

## Trayectoria
Comenzó su carrera profesional en el Gumárne Púchov. En 1982, fichó por el ŠK Slovan Bratislava y consiguió el título de la Copa de Checoslovaquia. Dos años después, en 1984, pasó a las filas del F. K. Dukla Praga, con quien se proclamó, de nuevo, campeón de la Copa en 1985 y logró, además, ser el máximo goleador de la Primera División de Checoslovaquia en 1988 y 1989.
En el mercado de invierno de la temporada 1989-90 fue traspasado al Real Sporting de Gijón, debutando en partido oficial con el conjunto asturiano en una derrota frente al Fútbol Club Barcelona po 0-2 en el partido disputado en El Molinón. Estuvo en Gijón durante dos temporadas más, en las que anotó veintitrés goles en cincuenta y seis partidos hasta que en 1992 fichó por el A. S. Saint-Étienne, donde permaneció una temporada antes de irse al PAOK de Salónica F. C. griego. Finalizó su carrera deportiva en 1995, cuando militaba en el Sint-Truidense.

## Selección nacional
Fue internacional con la selección de fútbol de Checoslovaquia, con la que participó en treinta y un partidos en los que logró marcar siete goles. Además, disputó la Copa Mundial de Fútbol de 1990 celebrada en Italia, en la que alcanzó los cuartos de final.

### Participaciones en Copas del Mundo
| Mundial                        | Sede   | Resultado        |
| ------------------------------ | ------ | ---------------- |
| Copa Mundial de Fútbol de 1990 | Italia | Cuartos de final |

## Clubes
| Club                   | País           | Año       |
| ---------------------- | -------------- | --------- |
| Gumárne Púchov         | Checoslovaquia | 1979-1982 |
| ŠK Slovan Bratislava   | Checoslovaquia | 1982-1984 |
| F. K. Dukla Praga      | Checoslovaquia | 1984-1990 |
| Real Sporting de Gijón | España         | 1990-1992 |
| A. S. Saint-Étienne    | Francia        | 1992-1993 |
| P.A.O.K. Salónica      | Grecia         | 1993-1995 |
| Sint-Truidense         | Bélgica        | 1995      |

## Palmarés

### Campeonatos nacionales
| Título                 | Club                 | País           | Año  |
| ---------------------- | -------------------- | -------------- | ---- |
| Copa de Checoslovaquia | ŠK Slovan Bratislava | Checoslovaquia | 1982 |
| Copa de Checoslovaquia | F. K. Dukla Praga    | Checoslovaquia | 1985 |

### Distinciones individuales
| Distinción                              | Año  |
| --------------------------------------- | ---- |
| Máximo goleador de la Liga checoslovaca | 1988 |
| Máximo goleador de la Liga checoslovaca | 1989 |